# Ямно (озеро, Польша)

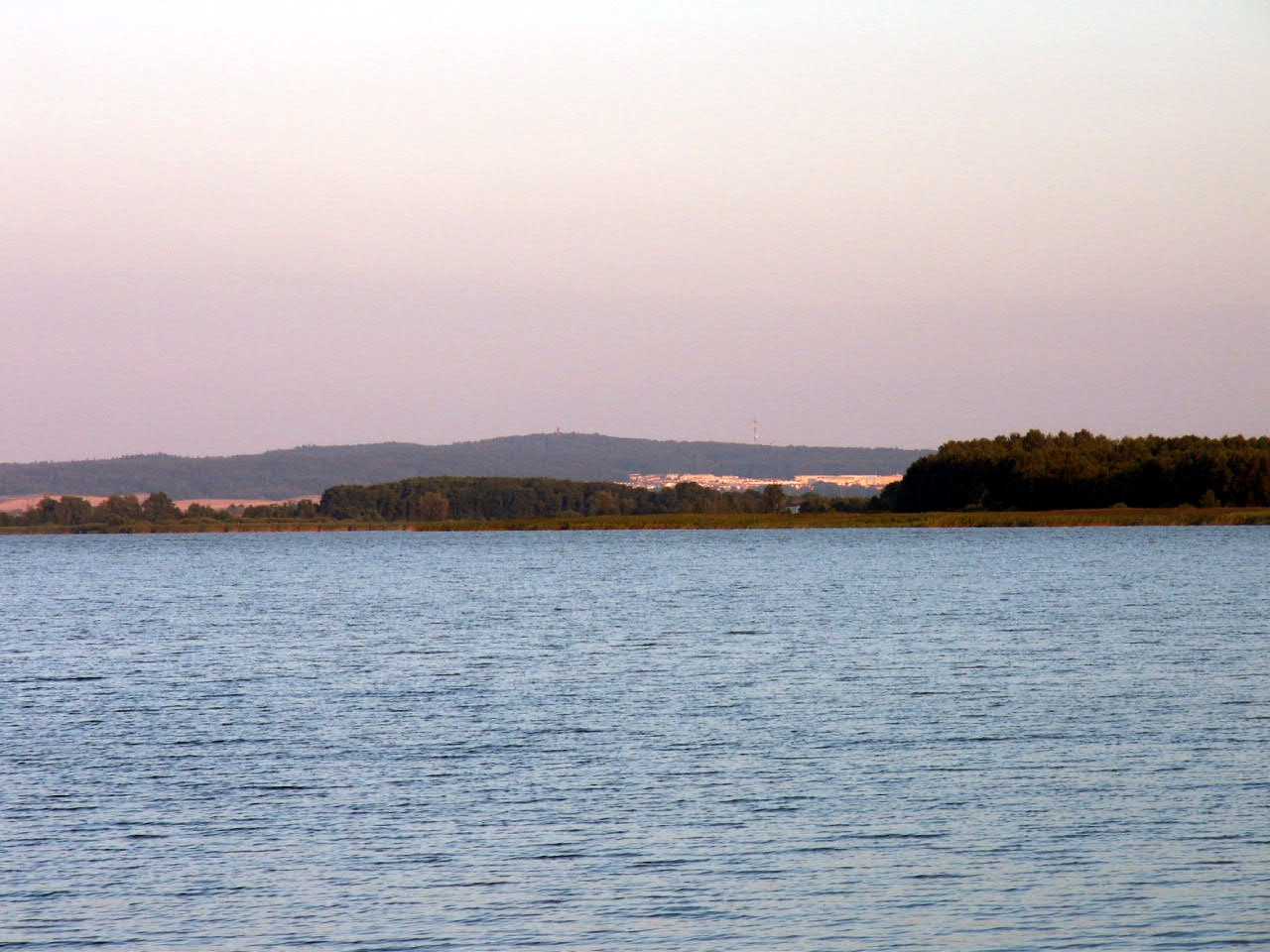
Вид на озеро и гору

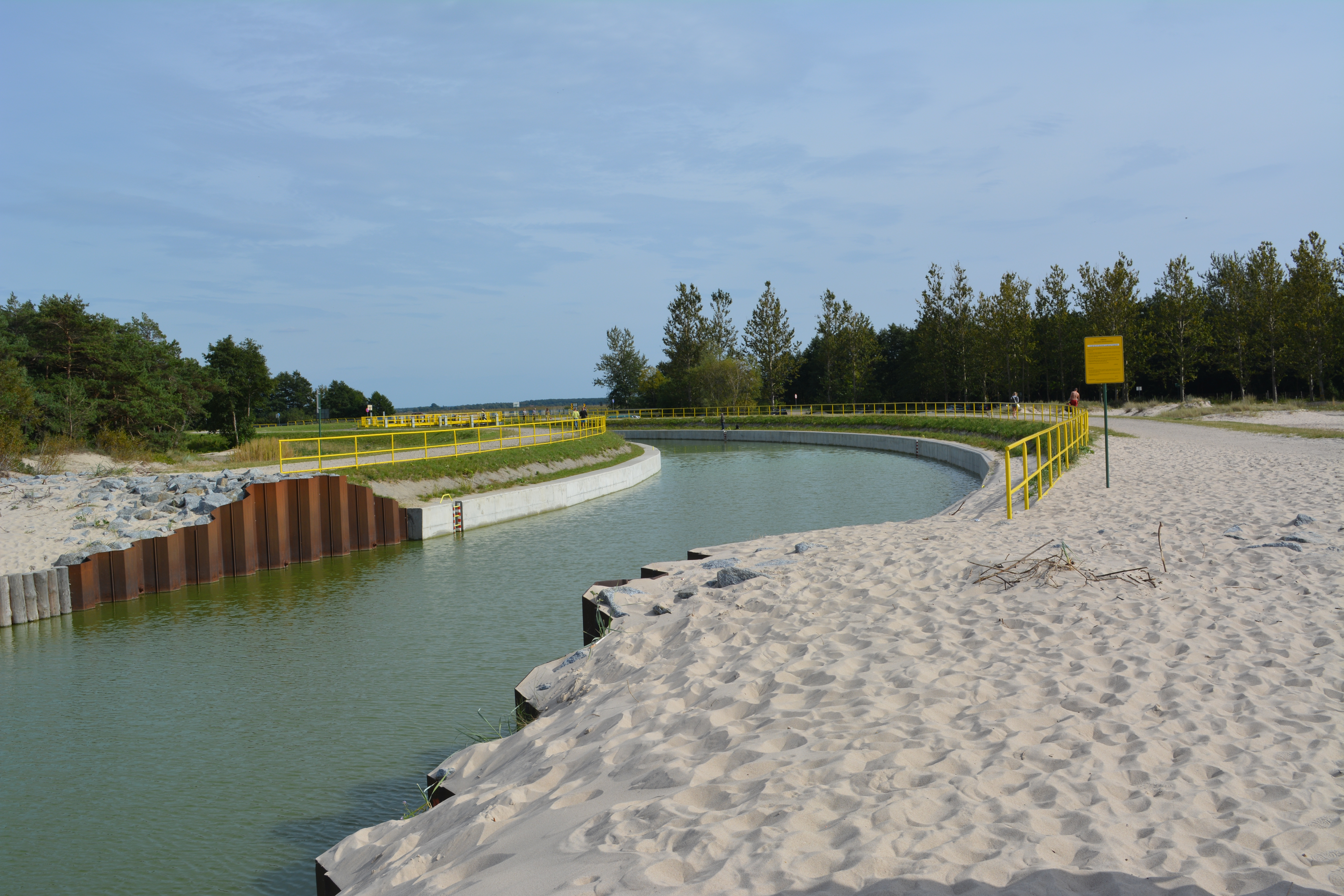
Канал между озером и морем

Ямно (пол. Jamno) — озеро в Польше у побережья Балтийского моря. Расположено в Кошалинском повяте Западно-Поморского воеводства. Отделено от Балтийского моря песчаной косой.
Площадь водной поверхности по разным данным составляет от 2205,2 до 2239,6 га. Озеро занимает 9-е место в Польше и третье место в регионе. Связано с морем Ямнским каналом.

## Расположение
Озеро расположено в гмине Мельно Кошалинского повята примерно в 8 км к северу от города Кошалин. Средняя глубина водоёма составляет 1,4 м, а максимальная глубина 3,9 м. Высота над уровнем моря составляет около 0,1 м. Форма озера нерегулярная — западная часть уже, а восточная шире. Озеро было образовано из бывшего морского залива.

## Описание
Общая площадь водосборного бассейна озера составляет 502,8 км². В озеро вливаются две реки — Дзерженцинка и Унесць. Озеро Ямно связано с Балтийским морем через Яминский канал, который расположен примерно в 2 км от посёлка Унесьце. Устье канала во время штормов часто затапливает.

## Санитарное состояние
Согласно исследованиям 2006 года, вода озера относится к третьему классу, что показывает улучшение по сравнению с показателями 1996 года.

## Природа
Из рыб в озере преобладают лещ, окунь и европейский угорь. Также в озере водится щука, линь, карась, плотва, густера, ёрш и морская форель. В Ямно обитает речная минога, которая входит в число строго охраняемых видов в Польше.

## История
В 1313 году озеро носило название Штагнум-Ямундензе. В 1353 году оно называлось Штагнум диктум Вуссекен — в честь села Вуссекен (ныне Осеки) на восточном берегу. В то время озеро сообщалась с морем и представляло собой естественную гавань города Кёзлин (ныне Кошалин). Расположенная у южного берега гора Голленберг (ныне Гура Хелмская) высотой 173 м служила навигационным знаком для порта. В XVII веке песчаная коса закрыла озеро от моря.